# María Teresa Adames
María Teresa Adames (Ciudad de México, 10 de septiembre de 1941) es una deportista mexicana que compitió en saltos de plataforma. Ganó una medalla de bronce en los Juegos Panamericanos de 1963, en la prueba individual.

## Palmarés internacional
| Juegos Panamericanos | Juegos Panamericanos | Juegos Panamericanos | Juegos Panamericanos |
| Año                  | Lugar                | Medalla              | Prueba               |
| -------------------- | -------------------- | -------------------- | -------------------- |
| 1963                 | São Paulo (Brasil)   | Medalla de bronce    | Plataforma 10 m      |